# Claes Rodhe
Claes Per Daniel Rodhe, född 9 februari 1904 i Göteborg, död 30 januari 1980 i Älvsborgs församling, var en svensk åkeriägare och grundare av företaget Rodhe Tankrengöring AB i Göteborg, kapten i reserven.
Efter examen 1923 från Filip Holmqvists handelsinstitut i Göteborg genomgick Rodhe officersutbildning och innehade från 1926 ett åkeri. I sin militära karriär uppnådde han graden kapten i reserven vid Göteborgs luftvärnskår (Lv 6). Genom sitt företag Rodhe Tankrengöring AB kom Rodhe från 1946 att bli en av pionjärerna inom miljöskyddet för oljeprodukter. Företaget fortsatte i familjens ägo men avvecklades 2015.
Claes Rodhe var son till försäkringstjänstemannen Fredrik (Fritz) Rodhe (1859–1930) och hans hustru Anna, född Sallander. Han tillhörde en sidogren av släkten Rodhe, som hade fått namnet från morsidan. Hans farmor var syster till skolmannen Bengt Carl Rodhe. Claes Rodhe var gift med Lissy Mårtensson (1904–1983) och hade barnen Anna-Greta (född 1928), Mona (född 1930) och Per (född 1940). Makarna Rodhe är begravda på Östra kyrkogården i Göteborg.